# Кобби, Гарри
Артур Генри (Гарри) Кобби (26 августа 1894 — 11 ноября 1955) — австралийский военный лётчик, коммандер ВВС.
Был ведущим боевым асом австралийских ВВС во время Первой мировой войны, одержав 29 воздушных побед, несмотря на то, что срок его действительной военной службы составил менее года. Родившись и получив образование в Мельбурне, Кобби был к моменту начала войны банковским клерком, и его работодатель препятствовал его призыву в Австралийские имперские силы до 1916 года. После завершения лётной подготовки в Англии он служил на Западном фронте в 4-й эскадрилье Австралийского лётного корпуса, укомплектованной самолётами Sopwith Camel. Его достижения в качестве лётчика-истребителя были отмечены Орденом «За выдающиеся заслуги» , Крестом «За выдающиеся лётные заслуги» и другими наградами.
Получив за свои подвиги известность в качестве национального героя, Кобби перешёл на службу во вновь образованные Королевские военно-воздушные силы Австралии (RAAF) в 1921 году и дослужился до звания командира эскадрильи. Он вышел в отставку из военно-воздушных сил в 1936 году и стал работать в гражданской авиации, но вновь вступил в ВВС после начала Второй мировой войны в 1939 году. Он занимал руководящие посты в австралийских ВВС, в том числе уполномоченного по набору и командующего от ВВС по Северо-Восточному округу. В 1943 году Кобби был награждён медалью Георга за спасение людей, выживших в авиакатастрофе. Он был назначен командиром воздушной оперативной группы № 10 (впоследствии Австралийские Первые тактический военно-воздушные силы) в следующем году, но был освобождён от занимаемой должности в связи с так называемым «Мятежом Моротаи» в апреле 1945 года. Покинув ВВС в 1946 году, Кобби служил в Департаменте гражданской авиации вплоть до своей смерти в День перемирия в 1955 году.